# Chiloglanis marlieri
Chiloglanis marlieri är en fiskart som beskrevs av Max Poll 1952. Chiloglanis marlieri ingår i släktet Chiloglanis och familjen Mochokidae. IUCN kategoriserar arten globalt som otillräckligt studerad. Inga underarter finns listade i Catalogue of Life.